# Promise 〜Song selection vol.2
『Promise 〜Song selection vol.2』（プロミス ～ソング・セレクション・ボリューム・ツー）は、KATSUMIの27枚目の会場限定CD。

## 内容
ライブ会場限定で販売されている会場限定CDの27作目。
公式ファンクラブ「Hip Bird Club」会員のみ、ファンクラブ運営の通信販売にて購入することができる。
ディスクはCD-R仕様となっている。
本作はバラード集として扱われており、これまでに発表された会場限定CDの収録曲の中からKATSUMI自身が選曲したものに加え、カバー曲が1曲収録されている。
元々「○○ version」など副題が付されていた音源に関しては、今作のリーフレットでは全てその表記がされていない。

## 収録曲
特記以外作詞・作曲・編曲：KATSUMI
1. 花、ひらく。
4枚目『絆』収録曲。
2. 瞳を閉じて
作曲：石川洋
14枚目『Sweet Box』収録曲。
3. 恋心
10枚目『Another PART of ME』収録曲。
4. For You
作曲：石川洋
23枚目『ALWAYS WITH YOU』収録曲。
5. Promise
3枚目『Future』収録曲。
元々は副題に「2012 弾き語りversion」と付されていた。
6. こころよ
12枚目『Catch me if you can』収録曲。
7. Tonight Spend Together
作曲：都志見隆
1枚目『Your Songs.2011』収録曲。
8. 雨のステイション
作詞・作曲：荒井由実
松任谷由実のカバー。
9. ありがとう。
19枚目『Thrilled』収録曲。
10. See You Again
2枚目『The Real K』収録曲。